# San Martín de Ondes
San Martín de Ondes (Samartín d'Ondes en asturiano y oficialmente) es una aldea y una parroquia del concejo asturiano de Belmonte de Miranda, en España.
Limita con las parroquias de Llamoso, Belmonte y Vigaña.
Tiene una superficie de 9,4 km², en la que habitan un total de 45 personas (INE 2005), repartidas entre las poblaciones de Ondes y San Martín de Ondes (Samartín) y la casería de Los Cerezales (La Veiga las Zreizales).
La aldea de San Martín de Ondes está a unos 10 km de Belmonte, la capital del concejo. Resalta una hermosa casa nominada a una de las mejores de dicho concejo a la cual los dueños la hacen llamar la casa "Anxelon" .La aldea se encuentra a unos 690 m s. n. m.. En ella habitan 38 personas (2020).